# Colombo-Konferenz
Die Colombo-Konferenz fand im Dezember 1962 in Colombo in Ceylon (heute unter dem Namen Sri Lanka) statt und war eine Friedenskonferenz die den Indisch-Chinesischen Grenzkrieg in der Hinsicht beenden sollte, dass eventuelle Grenzfragen geklärt werden. China ging als Sieger aus dem Krieg hervor. Da die Länder Indien und die Volksrepublik China eine gemeinsame Arbeit verweigerten, wurde die Konferenz von sechs paktfreien Staaten geleitet.

## Hintergrund
Der Indisch-Chinesische Krieg markierte für die damalige singhalesische Premierministerin Sirimavo Bandaranaike eine Herausforderung. Sowohl China wie auch Indien waren enge Verbündete, begründet auf freundschaftlichen und historischen Beziehungen in Hinsicht auf die asiatische Solidarität und die aufsteigende Bedeutung des Südens in Asien. Bereits mit dem Colombo-Plan wurden Maßnahmen festgelegt um die Lebensbedingungen in ebendiesen Länder im Süden Asiens zu verbessern. Als der Grenzkrieg zwischen Indien und China 1962 begann, eilten bereits einige Diplomaten, mit Erfahrung bei dem Colombo-Plan, zur Stelle um die Vermittlung von Premier Bandaranaike zu unterstützen. Am 21. November wurde dann der Waffenstillstand geschlossen und Raum für diplomatische Verhandlungen gemacht.

## Teilnehmer
Der Grund für die Teilnahme von ausschließlich blockfreien Staaten war, dass diese weder Partei in dem Streit ergreifen, sondern lediglich der Vermittlung dienen sollten.
Teilnehmer waren:
- Ägypten
- Birma
- Kambodscha
- Ceylon
- Ghana
- Indonesien

## Verlauf und Ergebnis der Verhandlungen
Die Konferenz lief schleppend voran, da sich sowohl China als auch Indien wenig zu einigen versuchten. Der Konferenz-Vorschlag sah vor, dass sich die chinesischen Truppen 20 Kilometer von der Waffenstillstandslinie zurückziehen sollten. Die Premierministerin Sirimavo Bandaranaike reiste wiederholt in beide Länder, um für die Verhandlungen zu werben, stieß jedoch auf wenig Entgegenkommen. Letztendlich scheiterte die Annäherungspolitik, Indien zog sich in den nächsten Jahren stärker zur Sowjetunion hin, während sich China mit Pakistan verbündete und Gebietsansprüche im Kashmir-Gebiet gewährte, was zur gewollten Provokation Indiens führte.